# 飯塚哲太郎
飯塚 哲太郎（いいづか てつたろう、1941年3月15日 - ）は、日本の物理学者。専攻は構造生物化学 、機能生物化学 、生物物理学。ヘムたんぱく質の構造と機能についての研究。

## 略歴
- 1941年3月15日、群馬県生まれ。
- 1964年3月、東京大学理学部物理学科卒。
- 1966年4月、大阪大学基礎工学部助手。
- 1969年12月、東京大学理学博士、「ヘム蛋白質におけるHigh spin-Low spin間の熱平衡」。

米国ペンシルベニア大学医学部客員助教授、慶應義塾大学医学部助教授を経て、1986年9月、理化学研究所無機化学研究室主任研究員、後に生体物理化学研究室主任研究員。埼玉大学理工学研究科客員教授、法政大学工学部教授を経て、2003年10月より独立行政法人理化学研究所 播磨研究所長。